# 康福特鎮區 (明尼蘇達州卡內貝克縣)
康福特鎮區（英語：Comfort Township）是位於美國明尼蘇達州卡內貝克縣的一個行政鎮區。

## 地方資料
康福特鎮區的面積為93.30平方千米，當中陸地面積為91.83平方千米，而水域面積為1.47平方千米。根據2020年美國人口普查的數據，當地共有人口1207人，而人口密度為每平方千米12.94人。